# Hans Walter Louis
Hans Walter Louis (* 7. September 1948 in Siegen) ist ein deutscher Jurist und Honorarprofessor der Technischen Universität Braunschweig und der Universität Hannover. Louis gilt als Experte im Bereich des Umwelt- und Planungsrechts.

## Leben
Nach dem Besuch des städtischen Gymnasiums Siegen und der Erfüllung der Wehrpflicht in Osterode/Harz studierte Louis von 1969 bis 1974 Rechtswissenschaften an der Georg-August Universität in Göttingen. Während des Studiums wirkte er als Assistent von Erwin Deutsch am Institut für Internationales Privatrecht mit. 1974 legte er das erste juristische Staatsexamen ab. Die Referendarzeit absolvierte er im Oberlandesgerichtsbezirk Braunschweig mit Wahlstationen am Verwaltungsgericht Braunschweig und an der Deutschen Hochschule für Verwaltungswissenschaften Speyer. 1976 legte er das zweite juristische Staatsexamen ab. Vom Dezember 1976 bis Ende Dezember 1982 war Louis Wissenschaftlicher Assistent am Lehrstuhl für Rechtswissenschaft der Technischen Universität Braunschweig. Seit 1978 hatte er an dieser Universität einen Lehrauftrag für „Datenschutzrecht“, den er 1992 zu Gunsten eines Lehrauftrags für „Umwelt- und Planungsrecht“ aufgab. Der Promotion im Jahr 1982 an der juristischen Fakultät der Georg-August Universität Göttingen zum Thema „Die Besteuerung der öffentlichen Einrichtungen der Daseinsvorsorge“ folgte auf Grund eines Stipendiums des Deutschen Akademischen Austauschdienstes ein 2-semestriges Studium an der School of Law der University of California, Los Angeles. Das Studium wurde mit dem US-amerikanischen Titel Master of Laws (LL.M.) abgeschlossen. Vom 1. April 1983 bis April 1990 war er Dezernent in verschiedenen Dezernaten der Bezirksregierung Braunschweig, u. a. Kommunalaufsicht, Abfall-, Naturschutz- und Baurecht. Von September 1983 bis September 1984 leitete Louis kommissarisch das Staatstheater Braunschweig.
Im April 1990 wechselte er als Referent für Europarecht an das Niedersächsische Ministerium für Europa- und Bundesratsangelegenheiten. Zum Dezember 1990 übernahm er das Referat Umwelt- und Naturschutzrecht im Niedersächsischen Umweltministerium. 1998 wurde er Leiter des Referats Klimaschutz und 2000 Leiter des Referats „Recht der Abfallwirtschaft, Bodenschutz“. Im Jahre 2003 übernahm er das Referat „Naturschutzrecht, Eingriffsregelung, Umweltverträglichkeitsprüfung und Zugang zu Umweltinformationen“ aus dem er 2007 in den Ruhestand wechselte.
Louis hielt von 1993 bis 2013 Vorlesungen zum Umwelt- und Planungsrecht an der Leibniz-Universität Hannover. Die Universität verlieh ihm 1997 den Titel eines Honorarprofessors. 2008 folgte die Ernennung zum Honorarprofessor an der Technischen Universität Braunschweig.
Seit 2000 war er Mitherausgeber und bis 2013 Schriftleiter der Zeitschrift Natur und Recht. Mittlerweile arbeitet er als zugelassener Rechtsanwalt.

## Werke (Auswahl)
- Die Besteuerung der öffentlichen Unternehmen und Einrichtungen der Daseinsvorsorge, Dissertation, Göttingen 1981.
- Grundzüge des Datenschutzrechts, Carl Heymanns Verlag, Köln u. a. 1981.
- The Protection of Personal Information by the Law of Torts, LL. M. Thesis, University of California, Los Angeles (UCLA), 1982, microverfilmt für verschiedene Universitätsbibliotheken der USA.
- Datenschutz und Informationsrecht in den USA, J. Schweitzer Verlag, München 1984 (Reihe EDV und Recht, Band 13).
- Niedersächsisches Naturschutzgesetz, 1. Teil, § 1–34, Kommentar. Schapen Edition, Braunschweig 1990.
- Bundesnaturschutzgesetz. Kommentar der unmittelbar geltenden Vorschriften, Schapen Edition, Braunschweig, 1994.
- Landespflegegesetz Rheinland-Pfalz. Kommentar, Co-Autorin: Annegret Engelke, Schapen Edition, Braunschweig 1997.
- Bundesnaturschutzgesetz, Teil 1, §§ 1 bis 19 f. Kommentar, Co-Autorin: Annegret Engelke, 2., neu überarbeitete und erweiterte Auflage, Schapen-Edition, Braunschweig 2000.